# جون ليونز (لاعب هوكي الجليد)
جون ليونز (بالإنجليزية: John Lyons)‏ هو لاعب هوكي الجليد أمريكي، ولد في 31 مارس 1900 في ماساتشوستس في الولايات المتحدة، وتوفي بنفس المكان في 15 يناير 1971.

## وصلات خارجية
- جون ليونز على موقع EliteProspects.com (الإنجليزية)
- جون ليونز على موقع Eurohockey.com (الإنجليزية)
- جون ليونز على موقع أوليمبيديا (الإنجليزية)